# Leptogyra verrilli
Leptogyra verrilli is een slakkensoort uit de familie van de Melanodrymiidae. De wetenschappelijke naam van de soort is voor het eerst geldig gepubliceerd in 1897 door Bush.